# Grootaertia asymmetrica
Grootaertia asymmetrica är en tvåvingeart som beskrevs av Grichanov 1999. Grootaertia asymmetrica ingår i släktet Grootaertia och familjen styltflugor. Inga underarter finns listade i Catalogue of Life.